# Tomás Knebelkamp
Tomás Henrique Knebelkamp (* 1. März 1985) ist ein ehemaliger deutsch-brasilianischer Volleyball- und Beachvolleyballspieler.

## Werdegang
Tomás Knebelkamp spielte in seiner Jugend Volleyball beim nordfriesischen TSV Husum, mit dem er mehrfach an Deutschen Jugendmeisterschaften teilnahm. Außerdem spielte er in der schleswig-holsteinischen A-Jugend-Landesauswahl. Auch im Beachvolleyball war Knebelkamp sehr erfolgreich: Er war Nationalspieler, wurde deutscher Jugendmeister und nahm an internationalen Jugendmeisterschaften teil.
Von 2002 bis 2006 spielte Knebelkamp bei den Junioren des VC Olympia Berlin. Danach ging er für drei Jahre nach Brasilien und war in Blumenau und in Foz do Iguaçu aktiv. 2008/09 spielte der Libero beim deutschen Bundesligisten VC Leipzig. Nach dessen Insolvenz war Knebelkamp erneut in Blumenau aktiv. In der Saison 2010/11 spielte er erneut in der Bundesliga bei Chemie Volley Mitteldeutschland.
Knebelkamp lebt heute in Brasilien.